# X-Men Origins: Wolverine (игра)
X-Men Origins: Wolverine — компьютерная игра в жанре hack and slash, основанная на американских комиксах издательства Marvel Comics о мутанте Росомахе, созданном Роем Томасом, Леном Уэйном и Джоном Ромитой-старшим. Выпуск игры состоялся 29 апреля 2009 года; он был приурочен к премьере одноимённой картины, являвшейся частью кинофраншизы «Люди Икс». Хью Джекман, Лев Шрайбер и will.i.am, сыгравшие в фильме Росомаху, Виктора Крида и Джона Рэйта, озвучили своих персонажей. Raven Software разрабатывала версию игры для Microsoft Windows, PlayStation 3 и Xbox 360, Amaze Entertainment — для PlayStation 2 и Wii, а Griptonite Games — для PlayStation Portable и Nintendo DS; во всех трёх случаях издателем выступила Activision.
Сюжет игры значительно расширяет события фильма. Повествование начинается в недалёком будущем, где мутант по имени Логан, более известный как «Росомаха», противостоит охотникам на представителей его вида — роботам Стражам и их создателю доктору Боливару Траску. Основная сюжетная кампания посвящена прошлому Росомахи, временному периоду, в котором он, находясь в составе боевого отряда «Команда Икс», совершает несколько военных операций в Африке, после чего, не в силах смириться с жестокостью своих сослуживцев, покидает команду и переезжает в Канаду, чтобы начать мирную жизнь. Годы спустя, когда брат Логана Виктор Крид убивает его девушку Кайлу, Росомаха соглашается принять участие в научном эксперименте своего бывшего командира полковника Уильяма Страйкера, который внедряет в его скелет неразрушимый металл адамантий. Узнав, что Крид выполнял приказ Страйкера, Логан решает во что бы то ни стало отомстить обоим.
X-Men Origins: Wolverine получила смешанные отзывы от игровых журналистов. При этом критики хвалили проект от Raven Software и называли его одной из лучших игр по комиксам за особенности игрового процесса, в частности демонстрацию жестокой расправы Росомахи над его противниками при помощи разнообразных способов убийств, а также режиссуру на уровне голливудских блокбастеров, в то время как версии для других консолей зачастую получали низкие оценки в сравнении с ней, так как не могли раскрыть образ Росомахи в полной мере из-за умеренных возрастных рейтингов.

## Игровой процесс

### Версия для Windows, PS3 и X360
X-Men Origins: Wolverine — это игра в жанре hack and slash от третьего лица с элементами action-adventure и платформера, в котором игрок управляет мутантом Росомахой, обладающим ускоренной регенерацией и выдвижными когтями на обеих руках. Благодаря исцеляющему фактору, раны Росомахи заживают автоматически, по мере прохождения уровней, причём восстанавливается не только повреждённая плоть мутанта, но и его порванная одежда. Шкала жизни разделена на две части — стандартную прямую, обозначающую состояние тела протагониста, и круглую с сердцем, которая даёт игроку представление о целостности его внутренних органов. Росомаха погибает при полном истощении обеих шкал. Также главный герой обладает «звериным чутьём», при помощи которого может проложить путь к цели и определить местоположение разрушаемых предметов на уровне; при этом экран становится чёрно-белым, а ключевые предметы подсвечиваются зелёным цветом.
По мере перемещения по различным локациям — джунглям, тундрам, научным лабораториям и военным базам — Росомаха преодолевает препятствия и взаимодействует с интерактивным окружением; в частности он может взбираться по канатам и некоторым уступам и открывать двери при помощи когтей или рычагов. На уровнях игрок находит различные бонусы: модификаторы здоровья, мутагены-усилители, аудиозаписи с ноутбуков и коллекционные статуэтки Росомахи в его классических костюмах. В случае нахождения двух фигурок одного типа игрок получает доступ к испытаниям, где сражается с двойником Росомахи. После прохождения испытаний игрок может настроить полученный в награду костюм в качестве альтернативного скина персонажа.

Скриншот боя из игры

В бою Росомаха использует обычные атаки, сильные атаки, броски и контратаки. Сократить дистанцию до врагов позволяют выпады на расстояние до 15 метров. Во время сражений игрок выполняет специальные действия при помощи системы QTE, путём нажатия всплывающих на экране кнопок на геймпаде или клавиатуре. За уничтожение разрушаемых интерактивных предметов и убийство врагов Росомаха получает очки ярости, заполняющие соответствующую шкалу, необходимую для использования различных комбо-ударов. В «боевом режиме» Росомаха должен эффектно расправиться с врагами несколькими способами, например обезглавить или задействовать предметы интерьера, такие как ветки деревьев или шипы, за что он получает очки опыта, необходимые для повышения уровня; всего таких уровней — 40. С каждым следующим уровнем персонаж получает очки навыков, которые можно потратить на улучшения его физических характеристик и изучение новых приёмов. Также игрок приобретает внутриигровой опыт после завершения сюжетных миссий и при срывании жетонов с мёртвых солдат, находящихся в секретных точках игровых локаций. После завершения миссий у игрока есть возможность перепройти их за Росомаху с новыми способностями, чтобы повысить его уровень, открыть новые способности и собрать коллекционные предметы.

### Версии для PS2, Wii, PSP и NDS
Несмотря на сходства игрового процесса и принадлежность к жанру action-adventure, в играх для PS2 и Wii, в отличие от версии для Windows, PS3 и X360, минимизировано количество крови и насилия над врагами. Боевая система ограничивается слабыми и сильными атаками, однако, когда Росомаха входит в режим ярости, у игрока открывается доступ к дополнительным приёмам, которые необходимо приобрести за очки опыта; количество таких очков возрастает с каждым убитым врагом. В режиме ярости увеличивается не только сила атак Росомахи, но и скорость регенерации. Росомаха обладает звериным чутьём, позволяющим ему отслеживать некоторые цели по белым газообразным сгусткам, которые выделяются на красном фоне, видеть невидимых врагов и находить интерактивные предметы — они подсвечиваются ярко-зелёным цветом. На уровнях также присутствуют скрытые жетоны, однако здесь они открывают доступ к бонусному сражению с Пузырём. В версии для Wii игрок использует детектор движения Wii Remote для совершения прыжков, уклонения от специальных атак, а также при взаимодействии с внутриигровыми элементами, к примеру контроллер позволяет раздвигать двери.
X-Men Origins: Wolverine для PSP также является приключенческим экшеном. Её сюжетная кампания охватывает 16 уровней, причём некоторые из них, например уровни в Японии, отсутствуют в остальных версиях. В отличие от версии игры для PS3, PC и Xbox 360, игрок не может улучшать характеристики Росомахи самостоятельно — эти улучшения он получает в награду за прохождение миссий и выполнение второстепенных задач, например за прохождение уровня в течение шести минут. В игре встречаются такие предметы коллекционирования, как концепт-арты, видеоролики, аудиозаписи и костюмы. Вне сюжетных миссий игрок может отточить свои навыки на шести дополнительных аренах испытаний. В сражениях Росомаха использует два вида атак — быстрые и сильные, которые можно комбинировать между собой, а после заполнения специальной шкалы ярости он временно становится неуязвимым; в этот момент также возрастает сила персонажа, а движения его врагов — замедляются. Время от времени над головами противников появляются кнопки, при нажатии которых протагонист мгновенно уничтожает цель. Исцеляющий фактор работает автоматически, однако яд и огонь приостанавливают его действие.
Версия для NDS представляет собой сайд-скроллер в жанре платформера, состоящий из нескольких уровней, на каждом из которых игрок, управляя Росомахой, собирает различные коллекционные предметы, такие как жетоны, военные журналы и комиксы. Обнаружить их он может при помощи звериного чутья. Рывки позволяют сократить время прохождения, а прыжки — пересечь препятствия; в некоторых случаях Росомаха задействует свои когти, в частности во время карабканья по стенам. На пути главного героя встречаются многочисленные враги, такие как солдаты и роботы. В бою — как на земле, так и в воздухе — он использует быстрые и сильные атаки, а также комбо-удары. Помимо этого, Росомаха обладает специальной «атакой берсерка», доступ к которой открывается после заполнения счётчика гнева; чтобы использовать её, игрок должен провести пальцем по нижнему сенсорному экрану, после чего Росомаха начнёт стремительно резать находящихся в поле его зрения врагов, причём каждый его удар будет сопровождаться следом от когтей на покрасневшем верхнем экране. Росомаха в состоянии блокировать некоторые атаки противника, а потраченные очки жизни восстанавливает его исцеляющий фактор. По окончании каждого уровня игра выставляет рейтинг на основе количества найденных предметов. В отличие от других версий X-Men Origins: Wolverine, графика в игре для DS стилизована под комикс. Из-за отсутствия озвучки, повествование разворачивается через окна диалогов, всплывающих как на верхнем, так и на нижнем экранах консоли.

## Сюжет
В недалёком будущем мутант по имени Логан, более известный как «Росомаха», выслеживает и убивает охотившихся за ним солдат посреди городских руин. Затем его мысли уносятся в забытое прошлое.
Ранее Росомаха состоял в боевом отряде «Команда Икс», члены которого совершили несколько военных операций в Африке, что было обусловлено интересом их командира Уильяма Страйкера к месторождению метеорита на территории этого континента. В конечном итоге Логан покинул команду, так как не смог смириться с жёсткостью своих сослуживцев.
Три года спустя переехавший в Канаду Логан заводит отношения с девушкой по имени Кайла Сильверфокс. Мирная жизнь Росомахи подходит к концу, когда его сводный брат Виктор Крид нападает на него в местном баре. Придя в себя, Логан обнаруживает, что Виктор убил Кайлу. Бывший командир Росомахи полковник Страйкер предлагает ему принять участие в научном эксперименте, благодаря которому он получит достаточно силы, чтобы отомстить. Логан соглашается, после чего люди Страйкера внедряют в его скелет неразрушимый металл адамантий, добытый из африканского метеорита. Узнав, что Страйкер намеревается стереть ему память и превратить в живое оружие, Логан убивает людей полковника, включая Агента Зеро.
Росомаха отправляется на военную базу по производству роботов, чтобы освободить своего боевого товарища Джона Рэйта при поддержке агента ЦРУ Рэйвен Даркхолм, с которой он вместе работал в Африке. Там же Росомаха противостоит доктору Боливару Траску и уничтожает разработанного им охотника на мутантов Стража. После освобождения Рэйт даёт Логану наводку на их сослуживца Фреда Дьюкса, а тот, в свою очередь, рассказывает Логану о Реми ЛеБо, единственном мутанте, которому удалось сбежать с секретного острова Страйкера. ЛеБо принимает Логана за одного из агентов Страйкера, из-за чего Росомахе приходится преследовать его до крыши казино. В конечном итоге Логан убеждает ЛеБо доставить его на базу Страйкера. По прибытии на остров Логан узнаёт, что Сильверфокс жива, а её «смерть» была уловкой, чтобы вынудить Росомаху стать участником программы «Оружие X». Столкнувшись с горькой правдой, Логан принимает предложение Страйкера стереть ему память, но затем меняет своё решение после того, как Крид берёт Сильверфокс в заложники. Победив Виктора, Росомаха сталкивается с Оружием XI, некогда являвшимся его боевым товарищем Уэйдом Уилсоном. Хотя Логану удаётся победить и в этот раз, Страйкер стреляет в него пулей из адамантия, что приводит к амнезии. Кайла погибает от полученных ранений, а Росомаха, не в силах вспомнить её, покидает остров.
В недалёком будущем Траск захватывает Логана в плен. Последний вырывается из цепей, однако учёному удаётся скрыться. Смотря на панораму города, который уничтожают Стражи, Логан заявляет, что непременно остановит этот катаклизм.

## Разработка

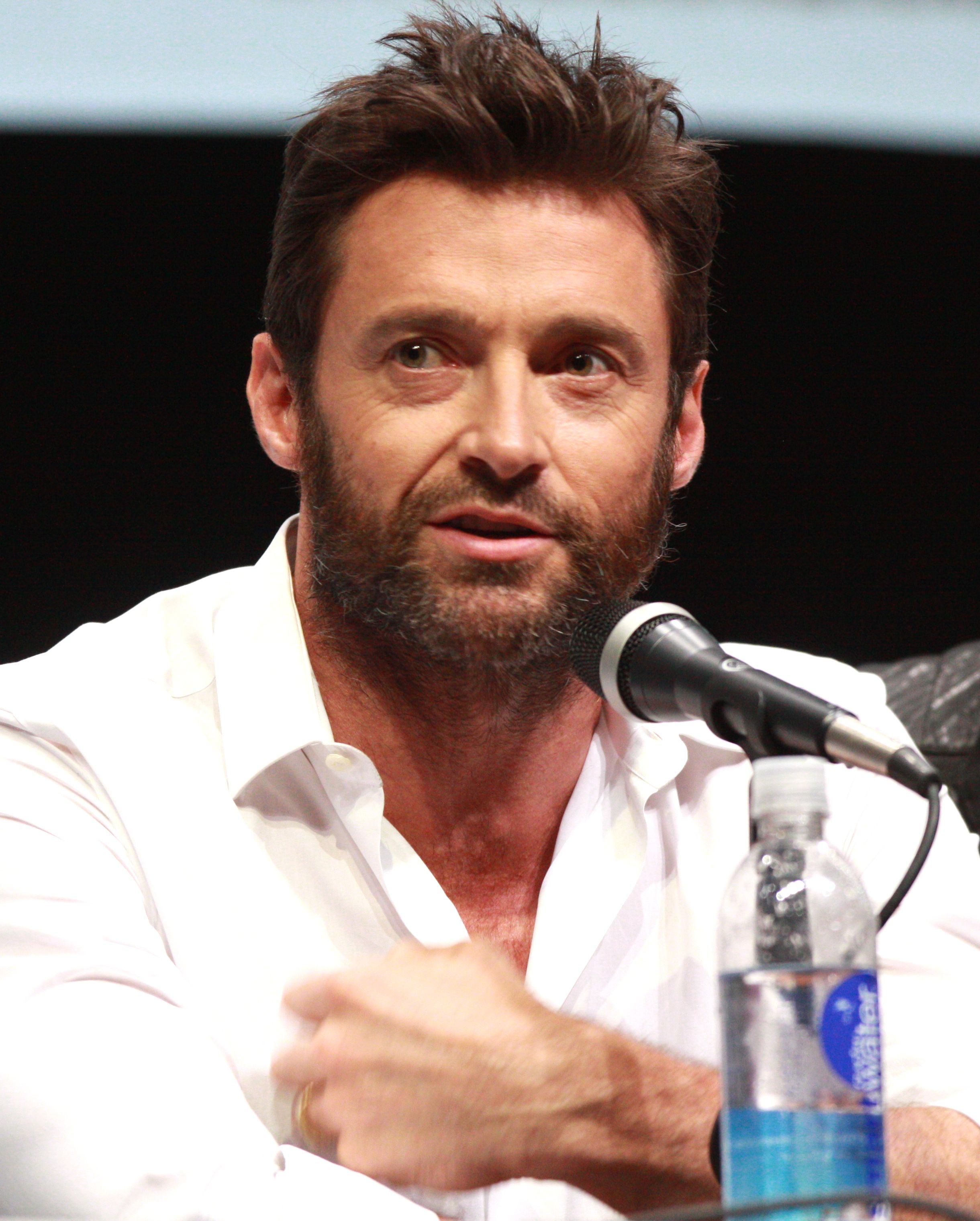
Исполнитель роли Росомахи Хью Джекман озвучил персонажа в игре. Скан лица актёра позволил Raven Software сделать внутриигровую модель максимально похожей на него. Хотя Джекман не играл героя с помощью захвата движения, он «озвучивал его реплики дольше, чем где-либо ещё».

После завершения работы над Marvel: Ultimate Alliance (2006) сотрудники Raven Software решили посвятить отдельную игру Росомахе, так как, по словам старшего продюсера Джеффа Поффенбаргера, разработчики считали, что не смогли раскрыть потенциал этого персонажа в полной мере даже в собственных проектах. Поффенбаргер отметил, что из-за низких возрастных рейтингов предыдущих игр с участием Росомахи тот не мог убивать врагов с особой жёсткостью, поэтому продюсер и другие разработчики, будучи большими фанатами персонажа, захотели «отдать ему должное» и обратились с этим предложением к издателю Activision. Изначально над версией для Windows, PS3 и X360 работало от 60 до 70 разработчиков, однако со временем штат сократился до 50 человек. Разработка игры началась прежде, чем был анонсирован одноимённый фильм, и продлилась два с половиной года.
В сентябре 2008 года Activision, которая на тот момент владела правами на создание и издание игр про Людей Икс, представила список своих предстоящих проектов на 2009 год, среди которых была игровая адаптация фильма «Люди Икс: Начало. Росомаха». В июле, стало известно, что разработкой версии для Microsoft Windows, PlayStation 3 и Xbox 360 займётся её дочерняя компания Raven Software, которая уже создавала такие проекты по мотивам комиксов издательства Marvel Comics, как X-Men Legends (2004), X-Men Legends II: Rise of Apocalypse (2005) и Marvel: Ultimate Alliance. Изначально премьера фильма должна была состояться в мае 2008 года, однако Fox перенесла её на 2009 год, из-за чего у разработчиков появилось 12 дополнительных месяцев, хотя игра уже была готова на 90 %. По словам руководителя разработки Дэна Вондрака, он и его команда завершили работу над сюжетом ещё до того, как Fox успела закончить сценарий к фильму, из-за чего некоторые элементы их истории, вплоть до появления отдельных персонажей, перекочевали в одноимённую картину; в частности исполнитель главной роли Хью Джекман позаимствовал из сценария игры несколько диалогов. Создатели адаптировали некоторые элементы из комиксов Weapon X Барри Виндзор-Смита и Origins Криса Клэрмонта и Фрэнка Миллера. Хотя игра по большей части была основана на фильме, она включала в себя 40 % оригинального контента. Разработчики посетили съёмки в Австралии, где снимали боевые сцены с участием Гамбита, Росомахи и Виктора Крида. Джекман и Лев Шрайбер, которые сыграли последних, озвучили этих героев, наряду с исполнителем роли Джона Рэйта will.i.am. Создатели получили полноценные сканы лиц всех трёх актёров, что позволило им создать внутриигровые модели персонажей с их внешностью; модель Росомахи состояла из четырёх слоёв графики — одежды, кожи, мышц и скелета. Также в их распоряжении были фотографии со съёмок, благодаря которым они смогли смоделировать локации из фильма. Кат-сцены к игре создала студия Blur, ранее работавшая с Raven Software над Marvel: Ultimate Alliance.
Игра создавалась на движке Unreal Engine 3 и получила подзаголовок «Uncaged Edition». Activision не волновало, что игра получит высокий возрастной рейтинг, так как издатель хотел выпустить «схожий по духу» с комиксами о Росомахе проект, вместо того, чтобы «кастрировать его ради получения прибыли». «Мы не ставили перед собой цель создать самую кровавую игру в истории. Мы лишь хотели показать, кем на самом деле является этот персонаж. В предыдущих играх он был в значительной степени „кастрирован“. При этом вы не можете отнять паутину у Человека-паука, точно так же, как когти у Росомахи» — заявил Поффенбаргер. Некоторое время создатели не могли определиться с принципом работы исцеляющего фактора протагониста, из-за чего рассматривали возможность сделать его бессмертным и отказаться от шкалы здоровья или добавить мини-игру, в которой тот должен был избежать захвата. Издательство Marvel Comics предоставило около 200 панелей из комиксов с изображением раненого Росомахи, благодаря чему у разработчиков сформировалось представление о том, как персонаж будет выглядеть при получении урона.
Разработчики хотели, чтобы сражения в игре были одновременно плавными и жестокими, как в сериях God of War и Devil May Cry; также они вдохновлялись боями из Super Smash Bros.. Другим источником вдохновения для Raven Software послужила франшиза Ninja Gaiden, которую создатели рассматривали как образец увлекательного приключенческого боевика. Принимая во внимание общественное осуждение разработчиков Resident Evil 5 (2009) за их интерпретацию африканской культуры, Raven Software решила подойти к созданию уровней в Африке с особой серьёзностью. По части возможности взаимодействия с предметами интерьера Поффенбаргер сравнил игру с Uncharted: Drake’s Fortune (2007). Также разработчики добавили в игру несколько пасхальных яиц, в частности упоминание торта из Portal (2007) и меч Короля-лича из World of Warcraft: Wrath of the Lich King (2008).
За создание версии для PlayStation 2 и Wii отвечала Amaze Entertainment, в то время как Griptonite Games разрабатывала отдельные игры для PlayStation Portable и Nintendo DS.

## Продвижение и выпуск
В декабре 2008 года 1UP.com представил первый скриншот внутриигровой модели Росомахи. 9 января 2009 года Activision запустила официальный сайт игры, на котором были размещены такие материалы, как трёхмерное изображение главного героя и дополнительные 3D-скриншоты. В феврале компания презентовала трейлер и игровой процесс X-Men Origins: Wolverine во время игровой выставки New York Comic Con 09. Там же организаторы предлагали посетителям выбрать один из четырёх игровых фонов из Marvel: Ultimate Alliance 2 (2009) или единственный фон из X-Men Origins: Wolverine, после чего фотографировали участников акции у зелёного экрана и выдавали карточку с уникальным кодом и двумя URL-адресами на обратной стороне, при переходе на которые они могли увидеть обработанные снимки. В марте в сети появился трейлер, раскрывающий детали игрового процесса. За день до выхода игры в PlayStation Network была добавлена её демоверсия.
ESRB присвоила версии для Windows, PS3 и X360 рейтинг «M» («Mature») — «Для взрослых», из-за большого количества сцен насилия, крови и брани. Версии для PS2, Wii и PSP получили рейтинг «T» («Teen») за кровь, умеренное количество брани, упоминание табака и насилие, а игра для NDS — рейтинг «E» («Everyone»), как фэнтези с насилием и небольшим количеством брани.
В мае, в честь выхода игры и одноимённого фильма сотрудники Эдинбургского зоопарка назвали обитающую у них росомаху «Логаном». В том же месяце Activision продвигала консольную версию при помощи приложения для iPhone под названием  X-Men Origins: Wolverine Feral Senses с технологией распознания фотографий: с помощью камеры мобильного телефона пользователи искали специальные рекламные значки, например следы когтей на задней стороне коробки игры, после чего приложение открывало им доступ к дополнительному контенту — скриншотам или видео; информацию о местоположении всех пять значков можно было найти на официальном сайте. В течение первой недели с момента выхода X-Men Origins: Wolverine занимала 2-е место среди самых продаваемых игр для Wii в Великобритании, уступив Wii Fit (2007). По состоянию на конец мая было продано около 120 700 копий игры; по версии NPD Group она заняла 9-е место среди «20 самых продаваемых розничных продаж программного обеспечения, не относящегося к PC». В июне Activision выпустила DLC, добавляющее в игру уровень «Weapon X Arena», состоящий из четырёх дополнительных боевых симуляторов.
В январе 2014 года из Steam, Xbox Live и PSN была удалена цифровая версия игры; это произошло из-за истечения срока лицензии Activision на разработку и издание игр по мотивам Marvel Comics и приобретения последней Disney в 2009 году.

## Восприятие
| Сводный рейтинг       | Сводный рейтинг | Сводный рейтинг | Сводный рейтинг | Сводный рейтинг | Сводный рейтинг | Сводный рейтинг | Сводный рейтинг | Сводный рейтинг |
| Издание               | Оценка          | Оценка          | Оценка          | Оценка          | Оценка          | Оценка          | Оценка          | Оценка          |
| Издание               | Общая           | DS              | PC              | PS2             | PS3             | PSP             | Wii             | Xbox 360        |
| --------------------- | --------------- | --------------- | --------------- | --------------- | --------------- | --------------- | --------------- | --------------- |
| GameRankings          | N/A             | 54,83 %         | 78,50 %         | 48 %            | 75,17 %         | 62,20 %         | 51,83 %         | 76,45 %         |
| Metacritic            | N/A             | 55/100          | 77/100          | 56/100          | 73/100          | 60/100          | 53/100          | 75/100          |
| Иноязычные издания    |                 |                 |                 |                 |                 |                 |                 |                 |
| Издание               | Оценка          | Оценка          | Оценка          | Оценка          | Оценка          | Оценка          | Оценка          | Оценка          |
| Издание               | Общая           | DS              | PC              | PS2             | PS3             | PSP             | Wii             | Xbox 360        |
| Destructoid           | N/A             | N/A             | N/A             | N/A             | N/A             | N/A             | N/A             | 7,5/10          |
| Eurogamer             | N/A             | N/A             | N/A             | N/A             | 5/10            | N/A             | N/A             | 5/10            |
| Game Informer         | N/A             | N/A             | N/A             | N/A             | 8/10            | N/A             | N/A             | N/A             |
| GamePro               | N/A             | N/A             | N/A             | N/A             | N/A             | N/A             | N/A             | [ 82 ]          |
| GameRevolution        | B+              | N/A             | N/A             | N/A             | N/A             | N/A             | N/A             | N/A             |
| GameSpot              | N/A             | N/A             | 7/10            | N/A             | 7/10            | N/A             | N/A             | N/A             |
| GameSpy               | N/A             | N/A             | N/A             | N/A             | [ 86 ]          | N/A             | N/A             | N/A             |
| GameTrailers          | 7,2/10          | N/A             | N/A             | N/A             | N/A             | N/A             | N/A             | N/A             |
| GameZone              | N/A             | N/A             | 8,3/10          | N/A             | 7,4/10          | N/A             | N/A             | N/A             |
| IGN                   | 7,8/10          | 5/10            | N/A             | 4,5/10          | N/A             | 5,1/10          | 4,8/10          | N/A             |
| Nintendo Power        | N/A             | N/A             | N/A             | N/A             | N/A             | N/A             | 5/10            | N/A             |
| OXM                   | N/A             | N/A             | N/A             | N/A             | N/A             | N/A             | N/A             | 8/10            |
| Русскоязычные издания |                 |                 |                 |                 |                 |                 |                 |                 |
| Издание               | Оценка          | Оценка          | Оценка          | Оценка          | Оценка          | Оценка          | Оценка          | Оценка          |
| Издание               | Общая           | DS              | PC              | PS2             | PS3             | PSP             | Wii             | Xbox 360        |
| 3DNews                | 8/10            | N/A             | N/A             | N/A             | N/A             | N/A             | N/A             | N/A             |
| Absolute Games        | 70 %            | N/A             | N/A             | N/A             | N/A             | N/A             | N/A             | N/A             |
| «Игромания»           | N/A             | N/A             | 7,5/10          | N/A             | N/A             | N/A             | N/A             | N/A             |

X-Men Origins: Wolverine получила смешанные отзывы критиков; наибольшей похвалы удостоилась версия для Windows, PS3 и X360. На Metacritic версия для NDS имеет 55 баллов из 100, для X360 — 75 баллов из 100, для Microsoft — 77 баллов из 100, для PS2 — 56 баллов из 100, для PS3 — 73 балла из 100, для PSP — 60 баллов из 100, а для Wii — 53 балла из 100.
По мнению Грега Миллера из IGN, Uncaged Edition была одной из самых жестоких игр, которые ему доводилось пройти, благодаря возможности «обезглавливать плохих парней, разрывать людей когтями напополам, отрубать руки по самые плечи, потрошить солдат и засовывать головы людей под вращающиеся лопасти вертолёта»; Миллер добавил, что Raven Software создала лучшую версию Росомахи в компьютерных играх. Game Informer развил эту мыль, отметив, что разработчики фантастическим образом раскрыли животную сущность главного героя и подвергли Логана не меньшей мучительной боли, чем его врагов. Absolute Games сравнила X-Men Origins: Wolverine с городским моргом Чикаго 1930-х годов и Beowulf (2007) из-за большого количества крови в игре. Помимо признанного всеми игровыми журналистами жестокого экшена, рецензент GameSpot Рэндольф Рамзи отнёс к числу главных достоинств игры большое количество различных типов противников, для убийства которых предусмотрены определённые тактики, а также хорошее раскрытие способностей Росомахи. Ольга Крапивенко из 3DNews похвалила игру за масштабные сражения на уровне голливудских блокбастеров, сопровождаемые не только детально проработанной визуальной составляющей, но и грамотно составленным музыкальным рядом. В своей рецензии для Destructoid Джим Стерлинг был приятно удивлён высоким качеством игры по лицензии и посоветовал предвзятым к проектам подобного жанра читателям ознакомиться с ней. Подводя итоги 2009 года, редакция журнала Игромания назвала X-Men Origins: Wolverine «лучшей игрой по фильму» отметив при этом, что она «связана с одноимённым фильмом исключительно формальными признаками», но «даже страдая всеми характерными недугами интерактивного приложения к билету в кино, Wolverine остаётся стремительной, напряжённой, жестокой игрой».
С другой стороны, Том Брэмвелл из Eurogamer, который дал версии для Windows, PS3 и X360 5 баллов из 10, заявил, что игра быстро надоедает из-за своего однообразного игрового процесса, который разворачивается на утомительно длинных уровнях. Несмотря на поставленную им достаточно высокую оценку, Роман Епишин из Игромании также не мог не отметить однообразные декорации и скучные неуместные головоломки. Рамзи был недоволен низкой сложностью игры и сражениями с боссами, а также тем фактом, что выдерживающий «пули, мечи, пламя, взрывы и лазеры» Росомаха может умереть при нереалистичных обстоятельствах, например упав в воду с утёса. Миллер разделил его позицию относительно скучных боссов, а также сетовал на «не слишком насыщенный опыт», который он получил от прохождения, и «запутанный» сюжет. GamePro резюмировал: «у них [разработчиков] есть привычка вводить интересную игровую концепцию только для того, чтобы сразу же загонять её в тупик».
Мэтью Уокер из Cheat Code Central назвал версию для PSP неплохой игрой, благодаря упрощённому управлению и небольшой длине уровней. Миллер пришёл к выводу, что она раскрывает Росомаху только в общих чертах и не обладает какими-либо примечательными особенностями. По мнению Дамиана Риеры Муньоса из Vandal, несмотря на простоту в освоении и обилие различных комбо в боевой системе, игра оказалась слабым продуктом не только по технической части, но и по части игрового процесса. В то же время Марк Смит из Game Chronicles заявил, что с технической точки зрения X-Men Origins: Wolverine время от времени выглядит великолепно на фоне других игр для PSP; также он высоко оценил озвучку и сюжетные ролики перед миссиями.
В своей рецензии для Cheat Code Central Тони Капри сравнил версию для NDS с другим проектом Griptonite Games — Spider-Man: Web of Shadows (2008); Капри утверждал, что разработчикам удалось создать такую же красивую игру с приятным управлением и будоражащими звуковыми эффектами. Риера Муньос посчитал её «слегка увлекательной» только в течение первых часов игрового процесса, в частности из-за графики и сенсорных функций консоли, однако, в конечном итоге, его разочаровала общая сложность и посредственность внутриигрового контента. Несмотря на положительную оценку комиксного стиля и энергичной фоновой музыки, Смит назвал эту версию игры худшей из всех. Сэм Бишоп также оценил попытки разработчиков быть верными комиксному стилю, однако его не впечатлили ни боевая система, ни локации, ни музыка, а прохождение в целом он описал как «однообразное и скучное».
Версия для PS2 и Wii получила самые низкие оценки от игровых журналистов, которые зачастую отдавали предпочтение игре от Raven Software из-за её более взрослого рейтинга и вытекающих из него особенностей игрового процесса. Ещё один рецензент Cheat Code Central Адам Браун отметил, что в проекте Amaze Entertainment когти Росомахи, по сути, лишь немного удлиняют его руки и не наносят заметного урона неотличимым друг от друга противникам. По словам Эвана Кэмпбелла из Nintendojo, X-Men Origins: Wolverine стала «ярким примером того, насколько небрежно могут относиться издатели и разработчики к игровым адаптациям летних блокбастеров. Графический движок извергает хаотичные текстуры, звук раздражает, а игровая механика в лучшем случае скучна. Глюки и баги также засоряют некоторые области, в результате чего [от игры] остаются поистине ужасные впечатления». Редакция Nintendo Power усомнилась в её реиграбельности.
В декабре 2009 года создатели игры получили награду Spike Video Game за «лучший актёрский состав», а Хью Джекман был удостоен премии за «лучшую мужскую роль»; ранее X-Men Origins: Wolverine боролась за звание «лучшей игры, основанной на фильме или телесериале», но проиграла South Park Let’s Go Tower Defense Play! (2009). В том же году IGN назвал X-Men Origins: Wolverine «лучшей адаптацией». В январе 2010 года сценарист X-Men Origins: Wolverine Марк Гуггенхайм получил номинацию на премию Гильдии сценаристов США за «лучший сценарий к компьютерной игре».